# Gråsjön (Ovikens socken, Jämtland)
Gråsjön är en sjö i Bergs kommun i Jämtland och ingår i Indalsälvens huvudavrinningsområde. Sjön har en area på 0,46 kvadratkilometer och ligger 846,2 meter över havet. Sjön avvattnas av vattendraget Gräsjöbäcken.

## Delavrinningsområde
Gråsjön ingår i det delavrinningsområde (699032-138412) som SMHI kallar för Utloppet av Gråsjön. Medelhöjden är 900 meter över havet och ytan är 5,09 kvadratkilometer. Det finns inga avrinningsområden uppströms utan avrinningsområdet är högsta punkten. Gräsjöbäcken som avvattnar avrinningsområdet har biflödesordning 4, vilket innebär att vattnet flödar genom totalt 4 vattendrag innan det når havet efter 340 kilometer. Avrinningsområdet består mestadels av skog (17 procent) och kalfjäll (74 procent). Avrinningsområdet har 0,46 kvadratkilometer vattenytor vilket ger det en sjöprocent på 9 procent.